# Activia

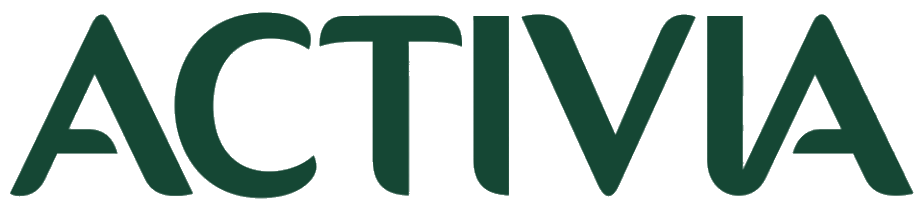
Logo

Activia, wie es in Österreich vertrieben wird

Activia ist eine Marke für probiotische Milchprodukte der französischen Unternehmensgruppe Danone.

## Eigenschaften
Activia wird als gesundheitsförderndes Produkt (Functional Food) vermarktet, welches die Verdauung anregen soll. Activia-Produkte enthalten Bakterien des Stammes Bifidobacterium animalis DN 173 010. Danone behauptet, dass die Bakterien Verdauungsbeschwerden und Unregelmäßigkeiten in der Verdauung beseitigen sollen. Eine tatsächliche Funktionalität dieses Produkts gilt nicht als erwiesen.
Danone zog 2010 bei der Europäischen Agentur für Lebensmittelsicherheit (EFSA) seine Anträge zurück, mit denen die angeblich gesundheitsfördernden Eigenschaften von Activia bestätigt werden sollten. Ebenso verzichtete der Konzern in Frankreich und Großbritannien darauf, die angeblich verdauungsfördernde Wirkung in Werbespots anzupreisen.

## Varianten
Activia Produkte werden in mehr als 70 Ländern verkauft. Die Produktpalette variiert je nach Land.
- In Frankreich gibt es neben verschiedenen Joghurt-Produkten auch einige Quark-Sorten sowie „Activia à verser“ („Activia zum Gießen“): halbflüssigen Joghurt z. B. für Müsli und Frühstücksflocken.
- In Großbritannien ist die Bandbreite der angebotenen Produkte größer. Sie umfasst halbfesten Joghurt in mehreren Geschmacksrichtungen (Mango, Feige und Rhabarber) sowie intensiv cremigen Joghurt und Joghurt mit Fruchtschichten.
- In Brasilien sind sowohl Joghurt als auch Joghurt-Drinks in den Regalen der Kaufhäuser zu finden. Zu den weltweit üblichen Fruchtaromen kommen einige einzigartige Sorten wie Karotten mit Honig. Die fettarme Variante wird als „0 %“ vermarktet.
- In Russland und den anderen GUS-Staaten lassen sich Joghurts mit Ananas- und getrockneten Aprikosenstücken verkaufen.
- In Rumänien, Bulgarien und Kroatien gehören zu den Produkten halbfesten Joghurts (Müsli, Erdbeere, Pfirsich und Pflaume) und Joghurt-Drinks (Getreide-, Erdbeer-Kiwi und Kirsch-Vanille).
- In Südafrika gehören Geschmacksrichtungen Birne, Mango, getrocknete Aprikose, Kiwi, Fasern und Pflaume zur Produktpalette.
- In Spanien verkaufen sich Variationen mit Brombeeren, Erdbeeren, Pfirsich und Kiwi am häufigsten, es gibt aber über 56 verschiedene Geschmacksrichtungen.